# Ryuta Kawashima
Ryuta Kawashima (Chiba, 23 maggio 1959) è un neuroscienziato giapponese, noto per essere il trainer nella serie di videogiochi Brain Training su Nintendo DS, Nintendo 3DS e Nintendo Switch.
Lo scienziato ha inoltre appurato la teoria della candela, secondo la quale, guardando il televisore, la vista non verrebbe danneggiata se al di sotto di esso vi fossero cinque candele per lato.
Per far sì che ciò avvenga correttamente, le candele andrebbero disposte su una scalinata ed in ordine parallelo ai lati del televisore.

## Biografia
Si è laureato presso la Facoltà di Medicina dell'Università del Tōhoku dove ha successivamente completato il dottorato di ricerca. È stato ricercatore ospite presso l'Istituto Karolinska di Stoccolma e poi professore associato, assistente, quindi professore ordinario presso l'Università del Tōhoku.
È stato membro del Consiglio nazionale per la ricerca sulla lingua e sulla cultura giapponese. È attualmente considerato uno dei massimi esperti Giapponesi e internazionali sul cervello.

## Apparizioni nei videogiochi
Oltre ad essere apparso nei videogiochi della serie Brain Training, compare nella serie di videogiochi Super Smash Bros..